# 沙甸河 (泸江)
沙甸河，也作临安河，位于中国云南省南部，是泸江右岸支流，发源于蒙自市冷泉镇东部老官山（老光山），源头称响水河，向西北流过响水河水库后称沙拉河，流经长桥海后，接纳大屯海余水称嘉明河，复纳蒙自市草坝镇黑龙洞地下水称黑水河，北流入开远市后转向西流，进入个旧市沙甸镇称沙甸河，之后北流至个旧市鸡街镇温水塘村（原属倘甸镇）入泸江。流域面积1664.7平方公里，多年平均年径流量3.73亿立方米。